# Jorge Guillermo Llosa Pautrat
Jorge Guillermo Llosa Pautrat (Lima, 29 de mayo de 1925-Ibídem, 23 de octubre de 2007) fue un diplomático, docente universitario y escritor peruano.

## Biografía
Hijo de Manuel Llosa (ingeniero y político) y Carmela Pautrat. Cursó sus estudios escolares en el Colegio Champagnat de Lima y luego ingresó a la Universidad Mayor de San Marcos, donde se graduó de bachiller en Humanidades y en Derecho, y se recibió de abogado (1949).
Tenía 17 años cuando inició su carrera diplomática en la Cancillería del Perú, como tercer secretario. Fue segundo secretario de la embajada peruana en Bogotá (1949-1952), y primer secretario en las embajadas peruanas ante la Santa Sede (1952-1955), en Roma (1955-1956) y en Quito (1956). 
Retornó al Ministerio de Relaciones Exteriores en Lima (1956-1961) y pasó a servir como ministro consejero en la embajada de Santiago de Chile (1961-1965) y en la de Francia (1967). Fue también embajador ante la UNESCO (1969). 
Sucesivamente fue embajador en Bolivia (1975), Yugoslavia (1977), Venezuela (1979) y Bélgica (1983); representante permanente del Perú ante la Organización de los Estados Americanos, OEA (1985); y embajador en Suecia y Noruega (1985 - 1987).
Fue además, director de la Academia Diplomática del Perú de 1971 a 1973; y Secretario General de Relaciones Exteriores durante el segundo gobierno de Fernando Belaúnde Terry .
En los países en los que fue embajador, realizó una intensa labor de promoción de la cultura peruana, dictando conferencias y publicando ensayos históricos, filosóficos y sociológicos. 
Fue profesor en la Universidad de Lima, la Escuela Militar de Chorrillos, Campo Abierto y la Escuela Nacional de Arte Escénico.

## Publicaciones
- Historia del humanismo (en dos volúmenes: Bogotá, 1951; y Quito, 1956)
- La filosofía humanista de Mariano Iberico (1952)
- Política concordataria de la Santa Sede (Roma, 1954)
- Visión sintética del Perú (1959)
- Figuras y motivos de Filosofía contemporánea (1960)
- Evocación de Italia (1961). Premio Internacional de Periodismo Ciudad de Roma.
- En busca del Perú (1962). Premio Nacional de Fomento a la Cultura en la categoría de ensayo (1963)
- El libro de Odiseo, "interpretación lírica de Ulises y sus fantasmas" (Santiago, 1965)
- Manual para el estudio de la Historia de la Cultura (1967)
- Sobre la experiencia de la cultura (1969)
- Lecciones de Historia Diplomática (1973)
- La dificultad de ser latinoamericano (La Paz, 1976)
- La reestructuración del sistema interamericano (1982)
- La religión en el pensamiento contemporáneo (México, 1983)
- Cuestiones internacionales (Bruselas, 1984)
- Nueva ciencia del hombre (1986)
- Identidad histórica de América Latina (1990).